# Karl Felix af Sardinien-Piemont
Karl Felix Josef Maria, (italiensk: Carlo Felice Giuseppe Maria) (6. april 1765  i Torino –  27. april 1831 samme sted) var konge af Sardinien fra 1821 til 1831. Fra 1824 til 1831 var han også hertug af Savoyen.
Karl Felix var en yngre søn af Viktor Amadeus 3. af Sardinien-Piemont (1779 – 1849). Efter faderens død kom Karl Felixs ældre brødre på tronen. Brødrene efterlod sig imidlertid ikke arveberettigede sønner, og det endte med, at Karl Felix blev konge. 
Karl Felix var gift med Maria Kristina (1779 – 1849), der var datter af Ferdinand 1. af Begge Sicilier og Maria Karolina af Østrig. Parret fik ingen børn, og efter Karl Felixs død blev tronen overtaget af den fjerne slægtning Karl Albert af Sardinien-Piemont (1799 – 1849).